# Loxostege croesusalis
Loxostege croesusalis là một loài bướm đêm trong họ Crambidae.